# Raiffeisen Zentralbank
Централна банка Рајфајзен (њем. Raiffeisen Zentralbank) банка је која је основана 1927. (пре 97 година и 238 дана) у Аустрији, а има пословнице широм централне и источне Европе.
Име „Рајфајзен“ је добила по Фридриху Вилхелму Рајфајзену, оснивачу кооперативног покрета кредитне уније.
Рајфајзен група је 2015. године имала сљедећи извјештај о својим резултатима:
- Вриједност укупне имовине је око 138,4 милијарди евра (пораст од 26% од 2006)
- Профит без обрачунатог пореза је 5,4 милијарди евра
- Укупни профит је 236,9 милиона евра

Рајфајзен запошљава око 55.400 запослених радника са пуним радним временом, у око 2.850 пословница, обезбјеђујући услуге за око 11,7 милиона клијената.

## Аустрија
Централна банка Рајфајзен, Аустрија (њем. Raiffeisen Raiffeisen Zentralbank Österreich, RZB), основана 1927. године, централна је установа за читаву групу кооперативних банака. Власнике банке представљају осам регионалних банака по називу Рајфајзен Ландесбанк (њем. Raiffeisen Landesbank), чији су власници око 550 локалних Рајфајзен банака. Ово је једна од највећих група банака у земљи.
Постоји веза између финансијске групе Рајфајзен и групе за руралну сарадњу Рајфајзен (сарадници пољопривредника и сличних предузетника). Чланови Рајфајзен групе имају велике улоге у аустријској економији (конструкција, медији, осигурање, итд.)

## Међународна банка
Рајфајзен интернашонал, чији је највећи власник RZB (чији је удио 70%), фирма је која има пословнице у петнаест земаља централне и источне Европе. Конкретно, има пословнице у Албанији, Бјелорусији, Босни и Херцеговини, Бугарској, Хрватској, Чешкој, Мађарској, Молдавији, Пољској, Румунији, Русији, Србији, Словачкој, Словенији и Украјини. Дионице ове тзв. мреже банака држи пословница RZB-а, „Рајфајзен интернашонал банк-холдинг АГ“, која постоји на Бечкој берзи.
За више информација о посебним пословницама, погледајте:
- у Албанији Рајфајзен Албанија
- у Румунији Рајфајзен Румунија
- у Србији Рајфајзен Београд
- у Словачкој Татра банка

Постоје бројни сарадници Рајфајзен банке у другим земљама, од којих је већина специјализована за пословање у пољопривреди и банкарство.